# Александровка (Осинский район)
Александровка — упразднённая деревня в Осинском городском округе Пермского края России.

## География
Урочище находится в южной части края, в зоне хвойно-широколиственных лесов, на правом берегу реки Тулвы, на расстоянии примерно 15 километров (по прямой) к юго-востоку от города Осы, административного центра района. Абсолютная высота — 115 метров над уровнем моря.

## История
Известна с 1795 года как деревня Алекфарпост. В 1811 году упоминается уже как Александрова слобода.
В «Списке населенных мест Российской империи» 1869 года населённый пункт упомянут как деревня Александровка (Енгабышка) Осинского уезда (3-го стана) Пермской губернии, при речке Енгабышке, расположенная в 18 верстах от уездного города. В деревне насчитывалось 27 дворов и проживало 179 человек (88 мужчин и 91 женщина).
В 1908 году в деревне, относящейся к Александровскому обществу Крыловской волости Осинского уезда, имелось 48 дворов и проживало 318 человек (160 мужчин и 158 женщин).